# Ziliz
Ziliz község Borsod-Abaúj-Zemplén vármegyében, az Edelényi járásban.

## Fekvése
A csereháti dombvidék déli részén fekszik, Miskolctól 15 kilométerre északi irányban.
A közvetlenül szomszédos települések: északkelet felől Nyomár, dél felől Boldva, délnyugat felől Sajószentpéter, északnyugat felől pedig Borsodszirák.

### Megközelítése
Csak közúton érhető el, a 2617-es útból Boldva és Borsodszirák közt kiágazó 26 137-es számú mellékúton. Külterületei között elhalad a Miskolc–Tornanádaska-vasútvonal, de annak megállási pontja nincs a területén; a legközelebbi vasúti csatlakozási lehetőséget az Boldva megállóhely vagy Borsodszirák megállóhely kínálja, mindkettő közel azonos távolságban, körülbelül 4-4 kilométerre.

## Nevének eredete
Nevét a zilíz gyógynövényről kapta. Régen nagyon sok ilyen növény volt a falu körül.

## Története
Ziliz (Zselic) nevét 1267-ben említették először az oklevelek, Selyz alakban írva. Első birtokosának nevét 1284-ből, IV. László király idejéből ismerjük biztosan. Ekkor a király szerviensének Chekey fia Og Jánosnak a birtoka volt. E birtokában III. András király is megerősítette. Ziliz Mindenszentekről elnevezett egyházának papja 1332-ben a pápai tizedjegyzék szerint 5 garas pápai tizedet fizetett.

## Közélete

### Polgármesterei
- 1990–1994: Gyuricskó János (független)[3]
- 1994–1998: Id. Gyuricskó János (független)[4]
- 1998–2002: Molnár József (független)[5]
- 2002–2006: Molnár József (független)[6]
- 2006–2010: Molnár József (független)[7]
- 2010–2014: Verebélyi Norbert (független)[8]
- 2014–2019: Verebélyi Norbert (független)[9]
- 2019–2024: Verebélyi Norbert (független)[10]
- 2024– : Sütő Gábor (független)[1]

## Népesség
A település népességének változása:
| Lakosok száma | 338  | 348  | 351  | 366  | 371  | 369  | 348  |
|               | 2013 | 2014 | 2015 | 2021 | 2022 | 2023 | 2024 |

2001-ben a település lakosságának 97%-a magyar, 3%-a cigány nemzetiségűnek vallotta magát.
A 2011-es népszámlálás során a lakosok 94,7%-a magyarnak mondta magát (5,3% nem nyilatkozott; a kettős identitások miatt a végösszeg nagyobb lehet 100%-nál). A vallási megoszlás a következő volt: római katolikus 18,5%, református 67,8%, görögkatolikus 1,7%, felekezeten kívüli 1,4% (10,6% nem válaszolt).
2022-ben a lakosság 83,3%-a vallotta magát magyarnak, 4,9% cigánynak, 0,3% németnek, 0,5% egyéb, nem hazai nemzetiségűnek (16,4% nem nyilatkozott; a kettős identitások miatt a végösszeg nagyobb lehet 100%-nál). Vallásuk szerint 6,7% volt római katolikus, 47,4% református, 1,1% görög katolikus, 0,8% egyéb keresztény, 5,4% felekezeten kívüli (38,3% nem válaszolt).

## Nevezetességei
- Ziliz nevezetessége a több mint ezeréves tölgy, amely a falu fölötti dombon található.

Természetvédelmi érték. Többször is belecsapott a villám, és már csak néhány ága van meg. A régi mendemondák szerint II. Rákóczi Ferenc ehhez a fához kötötte a lovát, amikor átutazóban volt ezen a tájon.
- A településen nincs általános iskolai oktatás, az iskoláskorú gyerekek Boldvára, Nyomárra, Edelénybe és Miskolcra járnak iskolába.
- Egy református templom található a község központjában.